# Erich Wernick
Karl Hermann Erich Wernick (* 27. Juni 1877 in Eisenach; † 15. Juni 1956 in Saarbrücken) war ein deutscher Jurist und Politiker (CNBL/ThLB). Von 1910 bis 1918 war er Abgeordneter des Landtages von Sachsen-Weimar-Eisenach, von 1920 bis 1927 Abgeordneter und ab 1924 zugleich Präsident des Thüringer Landtages.

## Leben und Wirken
Erich Wernick war der Sohn des Eisenacher Rechtsanwaltes Karl Hermann Maximilian Wernick (1850–1915) und der Annette Gertrud Wernick, geborene Bornemann. Nach dem Besuch des Gymnasiums in Eisenach studierte er Rechtswissenschaft an den Universitäten in Leipzig, München, Genf, Berlin und Jena. Das Referendariat absolvierte er in Eisenach und Jena, wo er im Februar 1903 die Zweite juristische Staatsprüfung ablegte. Von 1903 bis 1945 praktizierte der promovierte Jurist als Rechtsanwalt, zunächst in Jena, von 1919 bis 1922 in Eisenach, von 1922 bis 1931 in Weimar und im Anschluss erneut in seiner Geburtsstadt. Von 1920 bis 1945 war er auch als Notar tätig.
Wernick betätigte sich politisch und war von Januar 1910 bis November 1918 für die Konservativen Landtagsabgeordneter im Herzogtum Sachsen-Weimar-Eisenach. Nach Kriegsende und Novemberrevolution trat er 1919 in den Thüringer Bauernbund (TBB) ein, aus dem kurz darauf der Thüringer Landbund (ThLB) hervorging. Vom 15. Juni 1919 bis 1928 war er stellvertretender (Zweiter) Vorsitzender und Geschäftsführer des Thüringer Bauern- bzw. Landbundes. Anschließend wurde er zu dessen Ehrenvorsitzenden gewählt. Vom 20. September 1930 bis zum 30. September 1931 war er Hauptgeschäftsführer der 1928 gegründeten Christlich-Nationalen Bauern- und Landvolkpartei (CNBL).
Dem Thüringer Landtag gehörte Wernick von Juni 1920 bis Februar 1927 an. Bei der Landtagswahl 1924 war er Koordinator und Geschäftsführer des Thüringer Ordnungsbundes, einer gemeinsamen Liste der anti-sozialistischen Parteien ThLB, DVP, DNVP und DDP. Vom 21. Februar 1924 bis zum 9. Februar 1927 amtierte Wernick als Präsident des Landtages. Seine Wahl war umstritten, weil sie nicht dem parlamentarischen Brauch entsprach, nach dem die stärkste Fraktion (damals die SPD) den Parlamentspräsidenten stellen sollte. Er wurde jedoch von den Fraktionen des Ordnungsbundes nominiert, die sich im Landtag eng koordinierten und zusammen deutlich stärker waren als die SPD-Fraktion.
Wernick war von 1926 bis 1929 Aufsichtsratsmitglied der AG Obere Saale (AGOS), die sich für den Bau der Saaletalsperren verantwortlich zeichnete. In den 1930er und 1940er Jahren war er unter anderem Mitglied des Aufsichtsrates der Aktienbrauerei Eisenach, der Eisenacher Ziegelei-AG und der Arnoldischen Bierbrauerei GmbH mit Sitz in Gotha. Am 1. April 1936 trat er in die NSDAP (Mitgliedsnummer 3.732.064) ein. Außerdem war er Mitglied des Nationalsozialistischen Rechtswahrerbundes (NSRB), ab 1934 des NSKK und ab 1936 des NS-Reichskriegerbundes.
Während des Zweiten Weltkrieges war Wernick Reserveoffizier. Im Rang eines Hauptmann d.R. diente er als Zensuroffizier beim Luftgaukommando IV. 1943 wurde er als Major d.R. mit dem Charakter eines Oberstleutnants d.R. aus der Wehrmacht entlassen.
Nach Kriegsende arbeitete er als Rechtsanwalt und Notar in der Eisenacher Kanzlei von Rudolf Lotz. Am 26. März 1956 erfolgte seine Flucht nach Westdeutschland.
Erich Wernick war dreimal verheiratet. Im Mai 1903 heiratete er Elise Emilie Paulus (1873–1925), Tochter des Generalleutnants Gustav Paulus (1842–1902), im September 1930 die Buchhaltertochter Elisabeth Charlotte Emilie Heckert (1890–1939) und im Mai 1941 Mathilde Albertine Maurer (1886–1978), die Tochter eines Telegrafendirektors.